# Hiroshi Shimizu
Hiroshi Shimizu (清水宏, Shimizu Hiroshi, 28 de març de 1903 – 23 de juny de 1966) fou un director de cinema japonès, que dirigí més de 160 pel·lícules al llarg de la seva carrera.

## Biografia

### Primers anys
Shimizu va néixer a la prefectura de Shizuoka i va assistir a la Universitat d'Hokkaidō, que va abandonar abans de graduar-se. Es va unir a l'estudi de cinema Shochiku de Tòquio l'any 1921, debutant com a director el 1924 amb només 21 anys

### Carrera
Shimizu es va especialitzar en melodrames i comèdies. En les seves pel·lícules mudes més destacades com Fue no Shiratama (1929) i Japanese Girls at the Harbour (1933), va capturar un Japó situat entre les idees tradicionals i occidentals, alhora que es basava estilísticament en el modernisme i les avantguardes europees. La majoria de les seves pel·lícules mudes actualment estan perdudes.
A la dècada de 1930, Shimizu va aprofitar cada cop més el rodatge in situ i amb actors no professionals, i va ser elogiat en aquell moment pels crítics de cinema com Matsuo Kishi i altres directors com Kenji Mizoguchi. Arigato-San (1936), The Masseurs and a Woman (1938) i Ornamental Hairpin (1941) van retratar petits grups i comunitats de viatjants o residents de balneari en què, com assenyala l'historiador del cinema Alexander Jacoby, "es va concentrar més en parlar de les persones que en la trama". Per al crític Chris Fujiwara, aquesta "imprevisibilitat i manca de trama", en combinació amb l'ús extensiu d'una càmera mòbil, confereix a les pel·lícules de Shimizu d'aquesta època una "qualitat sorprenentment moderna".
Shimizu també va explorar temàtiques com l'autosacrifici matern i la situació de la dona, temes comuns al cinema japonès de l'època. En pel·lícules com Forget Love for Now (1937) i Notes of an Itinerant Performer (1941), la seva heroïna acceptava la càrrega de donar suport a un home dependent o familiar per oferir-li l'oportunitat d'anar a l'escola o tenir èxit a la vida. Forget Love for Now va ser especialment crítica amb "la doble moral que espera que les dones ho sacrifiquin tot pel bé dels seus dependents masculins, alhora que s'havien d'enfrontar a la condemna moralista dels mètodes que adoptaven per fer-ho" (Jacoby).
La reputació de Shimizu com a director s'ha associat sovint amb pel·lícules sobre nens, especialment Children in the Wind (1937) i Four Seasons of Childhood (1939). Les seves experiències amb nens orfes després de la Segona Guerra Mundial van contribuir a la filmació de Children of the Beehive (1948), produïda de manera independent pel mateix director, que Jacoby anomena "una obra mestra del neorrealisme ". Les pel·lícules de Shimizu presentaven nens que no estimen o no són estimats pels seus pares, nens que són rebutjats pels seus companys i es converteixen en marginats socials, o que pateixen malalties i discapacitats.
Pel·lícules com Children in the Wind i Ornamental Hairpin també s'han interpretat, en retrospectiva, com els intents de Shimizu d'escapar de la realitat del Japó en temps de guerra. La pressió exercida sobre Shimizu per les autoritats per contribuir a l'esforç bèl·lic va donar lloc a pel·lícules com Introspection Tower (La torre de la introspecció, 1941) i Sayon's Bell (1943). Després de la guerra, després d'haver deixat els estudis Shochiku, Shimizu va dirigir pel·lícules per a la seva pròpia productora i els estudis Shintoho i Daiei. Les obres destacades d'aquesta època, a més de Children of the Beehive (Els nens del rusc), són Children of the Great Buddha (1952) i The Shiinomi School (1955).

## Vida privada
Shimizu va viure amb Kinuyo Tanaka, una destacada actriu i cineasta japonesa de 1927 a 1929.

## Mort
Va morir d'un atac de cor el 23 de juny de 1966 amb 63 anys, set anys després de dirigir la seva darrera pel·lícula.

## Llegat
S'han mostrat còpies d'arxiu de les pel·lícules actuals de Shimizu a la Cinémathèque française, al Museu d'Art Modern, al Festival Internacional de Cinema de Berlín, i altres institucions i festivals.
El 2008, Shochiku va llançar dos cofres que inclouen vuit de les seves pel·lícules (format Regió 2, amb subtítols tant en japonès com en anglès). La primera caixa contenia les pel·lícules Japanese Girls at the Harbour, Mr. Thank You, The Masseurs and a Woman i Ornamental Hairpin. La segona caixa contenia Children in the Wind, Nobuko, Introspection Tower i Four Seasons of Children. El 2009, es va estrenar una caixa de la Col·lecció Criterion de quatre de les seves pel·lícules (corresponent al primer conjunt de Shochiku) en el format Regió 1.